# Pic Wetterhorn
Pour l’article homonyme, voir Wetterhorn.
Le pic Wetterhorn, en anglais Wetterhorn Peak, est un sommet montagneux américain à la frontière du comté de Hinsdale et du comté d'Ouray, au Colorado. Il culmine à 4 272 mètres d'altitude dans les monts San Juan. Il est protégé au sein de la forêt nationale d'Uncompahgre et de l'Uncompahgre Wilderness.